# Zalet (film)
Zalet è un cortometraggio del 2012 diretto da Miroslav Stamatov.
Il film, prodotto e interpretato da Milena Predic e Masa Dakic, si basa su un'esperienza realmente accaduta alle due attrici protagoniste, nel tentativo di farsi notare dal regista Emir Kusturica. Tutti gli attori che compaiono nel film, il cui titolo "Zalet" significa "Rincorsa", interpretano loro stessi.

## Trama
Masa e Milena sono due attrici di Belgrado semi-sconosciute a cui vengono sempre affidati ruoli minori o da comparsa. Vorrebbero diventare famose o almeno riuscire a guadagnare un po' di soldi. Quando si presenta l'occasione di assistere a un festival cinematografico organizzato dal regista Emir Kusturica (detto Kusta), Milena e Masa cercheranno di fare di tutto per attirare l'attenzione del noto regista serbo. Durante i due giorni di permanenza al Küstendorf Festival, presso il villaggio di Mokra Gora, le due ragazze si imbattono in noti personaggi del cinema serbo e internazionale fra i quali Gael García Bernal. Al termine del loro viaggio, nonostante non siano riuscite ad avere una vera e propria conversazione con il regista, decidono di trasformare la loro esperienza in un film. Una volta ultimato il progetto avrebbero personalmente invitato Emir Kusturica a prenderne parte, perché se non possono diventare famose recitando in un film di Kusturica non è detto che non possano riuscirci realizzando un film su di lui.